# Petrus Camper

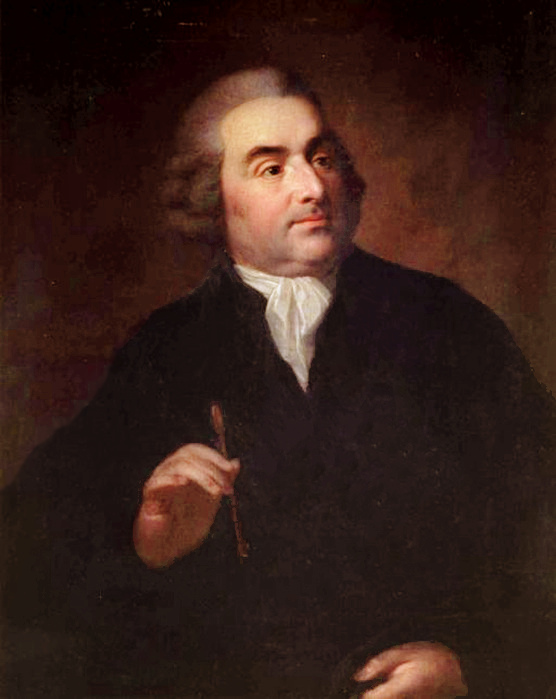
Peter Camper, um 1780

Petrus Camper, latinisiert aus Pieter Camper, deutsch Peter Camper (* 11. Mai 1722 in Leiden; † 7. April 1789 in Haag), war ein niederländischer Mediziner, unter anderem Anatom, Physiologe und Chirurg sowie Botaniker.

## Leben und Wirken
Camper war der Sohn des Florentius Camper (1675–1748), eines wohlhabenden Geistlichen der Reformierten Kirche in Leiden, der zwischen dem Jahre 1702 bis 1713 einen einträglichen Gewinn aus der Niederländischen Ostindien-Kompanie (VOC) zog, und dessen Ehefrau der Sara Geertruida Ketting (1689–1748).
Bevor Camper ab 1734 in Leiden Medizin studierte, beschäftigte er sich als Schüler in seiner Heimatstadt schon mit Baukunst und Optik, mit dem Drechsler- und Tischlerhandwerk sowie mit Sprachen und Mathematik. Er wurde im Jahre 1746 am selben Tag sowohl in Philosophie als auch in Medizin promoviert. Lebenslang stand er im Austausch über philosophische Fragen mit Frans Hemsterhuis, einem Vertreter der experimentellen Philosophie von Sir Isaac Newton, ebenso verbanden ihn gemeinsame Fragen mit Willem Jacob ’s Gravesande und Peter van Musschenbroek. Nach kurzer Zeit als in Leiden wirkender praktischer Arzt, machte er 1748 eine Studienreise nach London und kam dort mit fast allen wichtigen Wissenschaftern seiner Zeit in Kontakt. Im Jahre 1749 ging er nach Paris und traf auch mit Georges-Louis Leclerc de Buffon zusammen. Auch Deutschland und die Schweiz hatte er bereist.
Während seiner Zeit in Paris wurde Camper 1749 in Franeker zum Professor für Philosophie ernannt und einige Wochen später 1750 zum Professor für Anatomie und Chirurgie.
Im Jahre 1755 wurde er Professor der Chirurgie in Amsterdam, 1763 Professor der Chirurgie und der Botanik in Groningen, zog sich aber immer wieder auf ein Landgut zurück.
1773 legte er sein Amt nieder, privatisierte in Franeker und ging auf Reisen. Seit 1771 war er Mitglied der Académie des sciences. 1779 wurde er zum auswärtigen Mitglied der Göttinger Akademie der Wissenschaften gewählt. Nachdem er 1787 Mitglied des Staatsrats geworden war, siedelte er nach Den Haag über, wo er 1789 starb. 1783 wurde er Fellow der Royal Society of Edinburgh, 1788 auswärtiges Mitglied der Preußischen Akademie der Wissenschaften und 1789 Mitglied der American Philosophical Society. Seit 1778 war er Ehrenmitglied der Russischen Akademie der Wissenschaften in Sankt Petersburg.
Er schrieb: Demonstrationes anatomico-pathologicae (Den Haag 1760–62, 2 Teile, jeder mit 4 großen Kupfertafeln); De claudicatione (Groningen 1763); Dissertatio de callo ossium (Groningen 1765). Eine Sammlung seiner Schriften (3 Bände und ein Atlas) erschien 1803 in Paris. Seine Schriften bildeten unter anderem die Grundlage eines neuen Zweigs der Anatomie – der Kraniometrie.
Peter Camper befasste sich unter anderem mit der Entstehung, Kallusbildung und Heilung von Knochenbrüchen, mit der Operation von Harnblasensteinen, mit der Synchondrotomie (Schambeintrennung, Durchtrennung der Knorpelhaft). Bereits 1575 von Pineau vorgeschlagen, 1655 von Cl. de la Courée an einer während der Entbindung gestorbenen Frau durchgeführt und 1768 von Jean-René Sigault (* um 1750), der auch die erste Symphysektomie 1777 durchführte, in Paris neuentdeckt, bei seiner Promotion 1773 verfochten, wurde er von Camper unterstützt und führte sie am 1. Oktober 1777 auch aus. bei schwierigen Geburten sowie (vor 1782) mit der Herstellungsweise passender und hühneraugenvermeidender Schuhe. Er versuchte zudem, die Proportionen der menschlichen Gesichtsform auf bestimmte Prinzipien zurückzuführen und nach dem Gesichtswinkel Intelligenzstufen von Tieren und Menschen zu bestimmen. Von seinen physiognomischen Studien zeugen der Begriff des Camper'schen Gesichtswinkels zur Beschreibung von Prognathien und eine nach ihm benannte Bezugsebene am menschlichen Schädel (Campersche Ebene), die am knöchernen Schädel von der Spina nasalis anterior inferior zum Meatus acusticus externus verläuft.

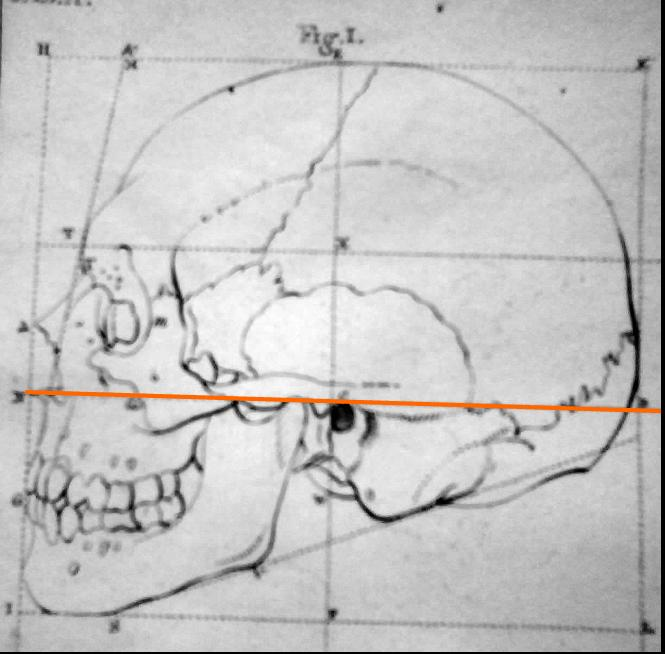
Abbildung der Camperschen Ebene basierend auf einem Kupferstich aus Peter Campers Werk Über den natürlichen Unterschied der Gesichtszüge in Menschen verschiedener Gegenden und verschiedenen Alters von 1792. Die Campersche Ebene ist orange hervorgehoben.

Schon früh versuchte er sich auch im Zeichnen und Malen mit Ölfarben, ätzte viele kleine Blätter und schrieb über die Verbindung der Anatomie mit den zeichnenden Künsten. Ein Hauptverdienst erwarb er sich durch seine großformatigen anatomischen und osteologischen Zeichnungen, von denen noch viele vorhanden sind.
Camper widmete sich auch sehr engagiert der theoretischen und praktischen Baukunst, unter anderem mit dem Festungsbau. Für seine Zeit außergewöhnlich versuchte er sich noch im Alter von 50 Jahren in der Bildhauerei.
Von seinen vier Söhnen mit Johanna Bourboom aus Harlingen ist vor allem Adriaan Gilles Camper (1759–1820) nennenswert, der nicht nur als Naturforscher bekannt wurde (u. a. Mitglied der Leopoldina), sondern sich auch als Politiker betätigte.

## Schriften (Auswahl)
- Demonstrationum anatomico-pathologicarum liber primus, continens brachii humani fabricam et morbos. 2 Bände. Amsterdam 1760–1762.
- Beiträge in August Gottlieb Richter (Hrsg.): Chirurgische Bibliothek. 15 Bände. Dieterich, Göttingen 1771–1797.
- Vorlesungen über das heutige herumgehende Viehsterben. Verlegts Christian Gottlob Proft und Rothens Erben, Kopenhagen 1771 (Digitalisat)
- Anmerkungen über die Einimpfung der Blattern. Weidmann & Reich, Leipzig 1772. (Digitalisat)
- Ueber das Anstecken der Viehseuche, die wahre und eigenthümliche Ursache derselben, und die eigentlichen Vorbauungsmittel darwider. Röse, Greifswald 1783. (Digitalisat)
- De Hominis Varietate.
  - deutsche Fassung von Samuel Thomas von Soemmering: Über den natürlichen Unterschied der Gesichtszüge in Menschen verschiedener Gegenden und verschiedenen Alters. Über das Schöne antiker Bildsäulen und geschnittener Steine, nebst einer Darstellung einen neuen Art, allerlei Menschenköpfe mit Sicherheit zu zeichnen. Vossische Buchhandlung, Berlin 1792. (Digitalisat. In: www.digi-hub.de. Abgerufen am 18. Oktober 2024.)
- Naturgeschichte des Orang-Utang und einiger andern Affenarten, des Africanischen Nashorns und des Rennthiers. mit Kupfern, ins Deutsche übersetzt, und mit den neuesten Beobachtungen des Verfassers herausgegeben von J. F. M. Herbell. Dänzer, Düsseldorf 1791. Digitalisierte Ausgabe der Universitäts- und Landesbibliothek Düsseldorf